# Afnazificering
Afnazificering af tyskere, østrigere og andre efter 2. verdenskrig blev foranlediget af De Allierede ved specielt oprettede domstole, som var godkendt på Potsdam-konferencen i 1945.
Initiativet havde til formål at undgå nazister i den offentlige administration samt fjerne indflydelsesrige medlemmer af nazistiske organisationer som NSDAP  fra ledende poster i erhvervsliv, presse o.a.
Domstolene dømte enten skyldig, belastet, mindre belastet, medløber eller renset.
Arbejdet ved domstolene blev afsluttet omkring 1954.
Afnazificeringen fandt ikke kun sted i Tyskland og Østrig, men også i lande med meget aktive nazipartier som Frankrig, Nederlandene og Norge.
| Historie | Spire Denne historieartikel er en spire som bør udbygges. Du er velkommen til at hjælpe Wikipedia ved at udvide den. |